# Suzanne Cornand
Suzanne Cornand est enseignante-chercheuse contemporaine. Elle est spécialiste des Mémoires secrets. 

## Aperçu biographique
Suzanne Cornand est maîtresse de conférences à l'Université Stendhal-Grenoble 3, où elle enseigne la littérature française. Elle dirige actuellement avec Christophe Cave l'édition critique des Mémoires secrets.

## Publications
- Mémoires secrets (dits de Bachaumont) pour servir à l'histoire de la République des Lettres en France, depuis 1762 jusqu'à nos jours, Vol. I-V. Sous la direction de Christophe Cave et Suzanne Cornand, Éditions Honoré Champion, 2009, 3 vol., 688, 728 et 552 p.,  (ISBN 978-2-7453-1760-5)
- Lettres de la Marquise de M*** au Comte de R*** de Crébillon, (éd. critique) Suzanne Cornand, s.n., 1995.
- Le vocabulaire de l'animalité dans les Chants de Maldoror de Lautréamont, U.R.S., no 5 de l'INALF Laboratoire du CNRS, 1984.
- « La lettre d’indignation ou l’éloquence dans la correspondance de Madame de Graffigny », RHLF, no 1, janvier-février 2001, p. 37-50[1].
- « L'Écriture d'une chronique : l'exemple des Mémoires secrets dits de Bachaumont »,  Elseneur; L’Histoire en miettes. Anecdotes et témoignages dans l’écriture de l’histoire (XVIe – XIXe siècle), sous la direction de Carole Dornier, Claudine Poulouin, no 19, octobre 2004, 340 p., p. 255- 278  (ISBN 2-84133-231-4)[2]
- « La Réaction patriotique à la crise de 1771 », Dix-Huitième Siècle, Numéro spécial Le témoignage, no 39, septembre 2007, p.189-200  (ISBN 9782707152947)[3]
- « L'illusion de contact ou l'équivoque vertu de la Duchesse de Crébillon » et « Le mot "cœur" dans les Égarements du cœur et de l'esprit », Songe, illusion, égarements dans les romans de Crébillon, sous la direction de Jean Sgard, Ellug, 1997,  (ISBN 2-902709-99-4) (BNF 35862975)

## Sources
- BNF
- Site du LIRE (unité mixte de recherche 5611)